# Stevel Marc
Stevel Marc (* 16. August 1983 in San San, Portland Parish als Stevel Mark McDonald) ist ein jamaikanisch-südafrikanischer Schauspieler, Stuntman, Synchronsprecher, Model, Fotograf und Autor.

## Leben
Marc wurde am 16. August 1983 in San San als erstes von zwei Kindern von Jasmine Williams und Carlton McDonald geboren. Er ist Absolvent der Titchfield High School und wurde kurz nach seiner Benennung zum Mr. Titchfield 2000 von Deiwght Peters für die Saint International Modeling Agency als Model entdeckt. Dadurch erhielt er Modelaufträge, die ihn fast überall hin in die Welt reisen ließen. Dabei entwickelte sich Südafrika zu seinem Wohnsitz. Als Synchronsprecher war er in Werbespots für Samsung Mobile, Budweiser, Malibu Caribbean Rum und Toyota zu hören. Ab Mitte der 2000er Jahre war er als Nebendarsteller in Filmproduktionen wie Bermuda Dreieck – Tor zu einer anderen Zeit oder der Fernsehserie Generations zu sehen. 2013 hatte er eine Nebenrolle als Taxifahrer in Challenger – Ein Mann kämpft für die Wahrheit und war in einer weiteren Nebenrolle in Of Good Report zu sehen.
2015 erschien sein Buch The Refined Player: Sex, Lies, and Dates: The Refined Player: Sex, Lies, and Dates im Verlag Levetscram International. Größere Serienrollen erhielt er 2018 in den Fernsehserien Lockdown und Unmarried. 2020 stellte Marc die Rolle des Colonel Jackson im Spielfilm Commandos: The Mission und der darauf aufbauenden Fernsehserie Commandos: The Mission dar. Ab demselben Jahr bis einschließlich 2022 verkörperte er die Rolle des Tyler „Trig“ Raines in der Fernsehserie Professionals. Im Februar 2023 wurde bekannt, dass mit ihm die Rolle des Piraten Yasopp, Vater des von Jacob Gibson dargestellten Lysop, im Netflix Original One Piece besetzt werden soll. Zusätzlich fungierte er als Stuntman.

## Filmografie (Auswahl)

### Schauspiel
- 2005: Bermuda Dreieck – Tor zu einer anderen Zeit (The Triangle, Fernsehfilm)
- 2009: Generations (Fernsehserie)
- 2013: My Zulu Promise (Kurzfilm)
- 2013: Challenger – Ein Mann kämpft für die Wahrheit (The Challenger, Fernsehfilm)
- 2013: Of Good Report
- 2014: Dear Betty (Kurzfilm)
- 2014: Outpost 37 – Die letzte Hoffnung der Menschheit (Outpost 37)
- 2014: Lifeline (Kurzfilm)
- 2015: Adaption (Kurzfilm)
- 2015: Winken Yummy (Kurzfilm)
- 2015: My Super-Overactive Imagination (Fernsehserie, Episode 4x01)
- 2016: Happiness Is a Four-Letter Word
- 2016: Hooten & the Lady (Miniserie, 2 Episoden)
- 2016: Trinity: Mirrored Perceptions (Kurzfilm)
- 2016: MWEB ADSL & ShowMax (Kurzfilm)
- 2016: FNB: Cash Back (Kurzfilm)
- 2016: Flying Fish: Why Is It Called Flying Fish? (Kurzfilm)
- 2016: Anything for Wifey (Kurzfilm)
- 2017: The Glenlivet Neighborhood (Kurzfilm)
- 2017: Broken Darkness
- 2017: Black Sails (Fernsehserie, 2 Episoden)
- 2017: Fifty (Fernsehserie)
- 2017: Happy Family (Fernsehserie)
- 2017: Secrets & Scandals (Fernsehserie)
- 2018: Unmarried (Fernsehserie)
- 2018: Body Defenders
- 2018: Lockdown (Fernsehserie, 7 Episoden)
- 2018: Hell Trip
- 2019: Deep State (Fernsehserie, Episode 2x01)
- 2019: The Influencer (Kurzfilm)
- 2019: Weihnachten in der Wildnis (Holiday in the Wild)
- 2020: Noughts + Crosses (Fernsehserie, 6 Episoden)
- 2020: Commandos: The Mission
- 2020: Commandos (Fernsehserie, 10 Episoden)
- 2022–2022: Professionals (Fernsehserie, 10 Episoden)
- 2021: Der Mauretanier – (K)eine Frage der Gerechtigkeit (The Mauritanian)
- 2021: Insight
- 2021: uBettina Wethu (Fernsehserie, 5 Episoden)
- 2022: Theodore Roosevelt (Dokuserie, Episode 1x01)
- 2022: Office Invasion
- 2023: The Honeymoon
- 2023: Last Sacrament
- 2023: One Piece (Fernsehserie, 3 Episoden)

### Stunts
- 2014: Outpost 37 – Die letzte Hoffnung der Menschheit (Outpost 37)
- 2016: Hooten & the Lady (Miniserie, 2 Episoden)
- 2018: Hell Trip